# 鎌倉雕

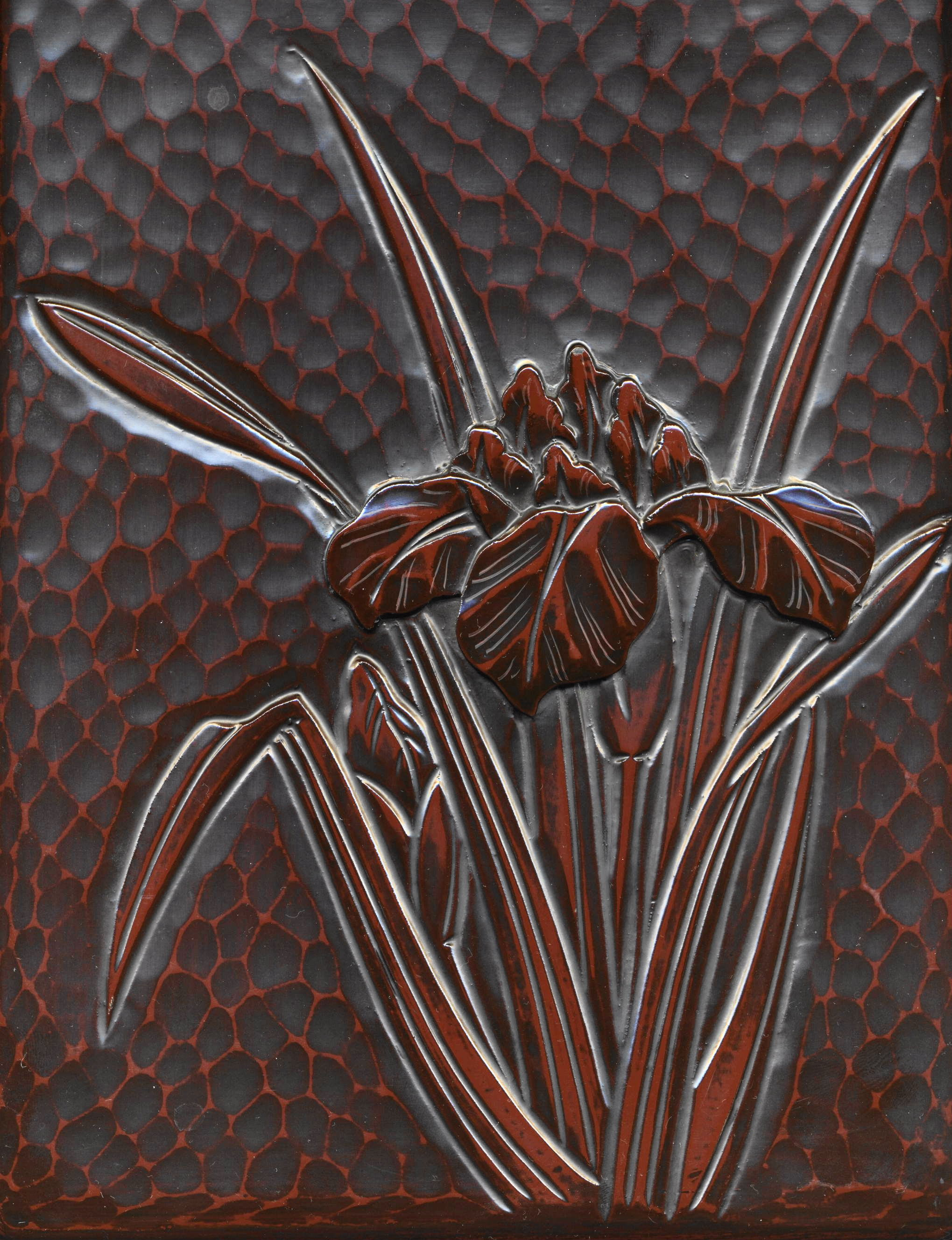
鎌倉雕的菖蒲

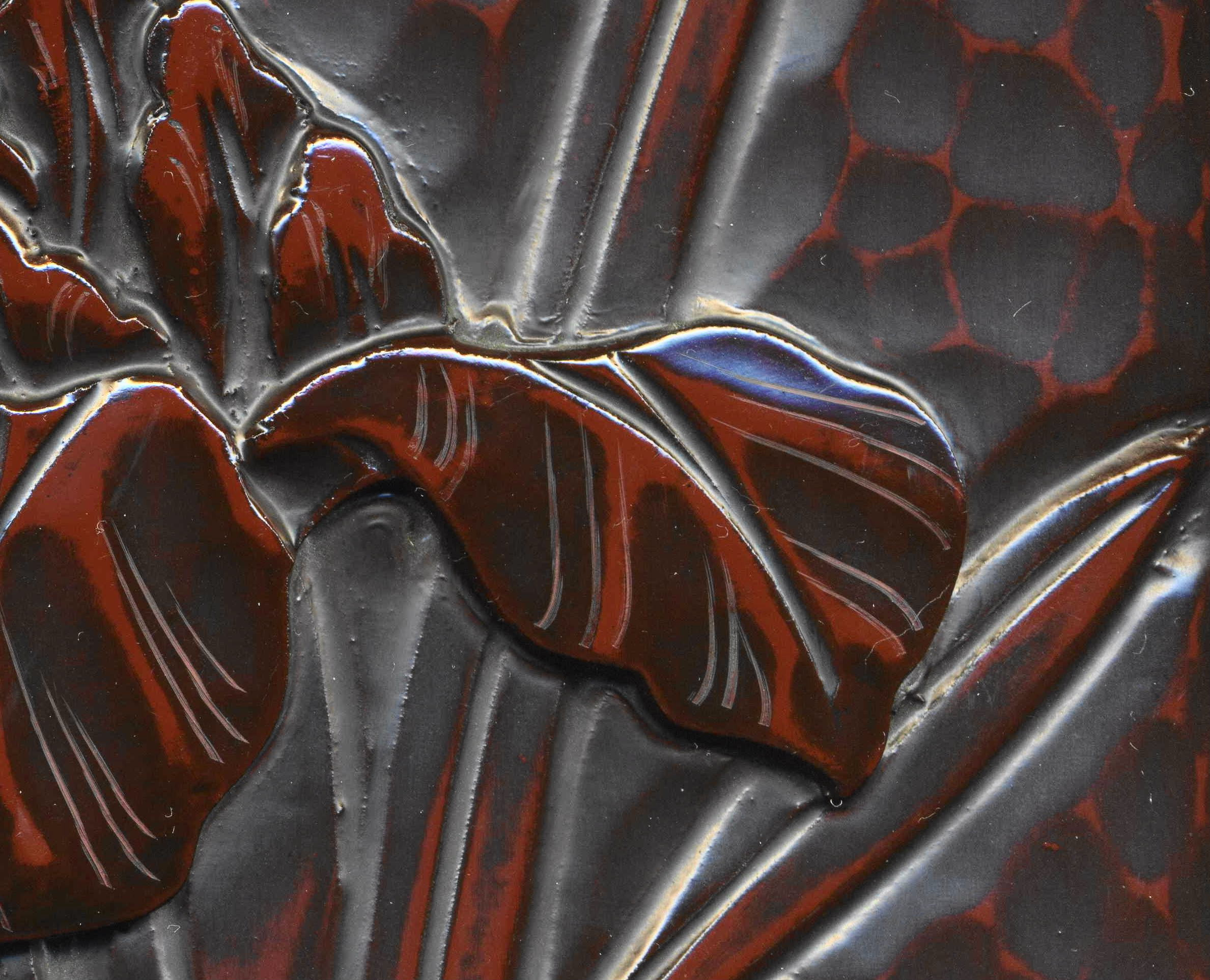
鎌倉雕（擴大圖）

鎌倉雕（鎌倉彫、かまくらぼり）是神奈川縣鎌倉市特産的雕刻漆器之一。經濟産業大臣指定傳統的工藝品。

## 製法
在木材上薄肉雕刻後，直接塗上黑漆，再塗上朱、青、黃等色的漆後拋光。

## 略史
據說鎌倉時代，佛師康運（一說是康圓）製作佛具是鎌倉雕的起源。

## 脚注
1. ↑  .   [2015-04-28]. （原始内容存档于2015-03-19）.

## 關連項目
- 禪宗

## 外部連結
- 伝統鎌倉彫事業協同組合 （页面存档备份，存于）